# ستان فنسنت
ستان فنسنت (بالإنجليزية: Stan Vincent)‏ هو كاتب أغاني ومنتج أسطوانات أمريكي، ولد في 1944.

## وصلات خارجية
- ستان فنسنت على موقع IMDb (الإنجليزية)
- ستان فنسنت على موقع ميوزك برينز (الإنجليزية)
- ستان فنسنت على موقع ديسكوغز (الإنجليزية)